# Света Параскева (Адам)
Вижте пояснителната страница за други значения на Света Параскева.
„Света Параскева“ (на гръцки: Ἁγίας Παρασκευῆς) е православна църква в село Адам, Халкидики, Гърция, част от Йерисовската, Светогорска и Ардамерска епархия.

## История
Храмът е гробищен, разположен в западния край на селото и е построен в 1836 година според вграден мраморен надпис на източната стена. Това е периодът на възстановяване на селището след разрушаването му от османците по време на Халкидическото въстание в 1821 година.
Църквата е разширена на запад до хамама, част от който е разбира – през 1915 г. църквата е разширена с 9 m, а през 1938 г. – с 3 метра.
В 1983 година храмът е обявен за паметник на културата.

## Архитектура
В архитектурно отношение е трикорабна базилика с дървен покрив, женска църква и полукръгла апсида на изток, която има шест изпъкнали пиластри от варовик. Храмът има ниска база и зидарията му е от недялан камък и варовикови блокове за ъглите и пиластрите. На запад има по-нов екзонартекс, а на северозапад отделна по-късна камбанария, от 1926 година.
Зад апсидата е разположен параклисът „Свети Харалампий“.

## Интериор
Във вътрешността църквата има стенописи в конхата на апсидата и проскомидията. Те датират от 1836 година и са дело на Атанасий Галатищки.
В добро състояние е и старият дървен иконостас на храма, който обаче е претърпял обновяване на цветовете.
Църквата има ценни икони от XIX век, дело на майстори от Галатищката художествена школа, включително смятаната за чудотворна икона на „Света Богородица Горгоепикос“. Общо в храма са регистрирани диптих и 76 преносими икони от 1838 година и по-късни.
- Икони от храма
- „Обрезание Господне“ на Атанасиос Василикос Адаминос, 27 Χ 36 Χ 2. Η ΠΕΡΙΤΟΜΗ / ΤΟΥ ΧΡΙΣΤΟΥ. Μ(ΗΤ)ΗΡ Θ(Ε)ΟΥ ΙΩ(σήφ) χειρ Αθ. Β. 1877. Ο Α/ΓΙΟΣ ΒΑ ΣΙ/ΛΕΙ/ΟΣ.
- „Неделя на Вси Светии“ на Атанасиос Анагност, 35,5 Χ 47,5 Χ 2,5. ΟΙ ΑΓΙΟΙ ΠΑΝΤΕΣ. χειρ αθανασίου αναγνώστου 1867.
- „Тайната вечеря“ на Астериос Йоану Анагност, 35 Χ 42 Χ 2. ὁ δεῑπνος ὁ μυστικὸς. 1898 / χείρ Ἀστερίου / Ἰ: Ἀναγνώστου
- „Свети Панталеймон и Свети Трифон“, 35,5 Χ 48 Χ 3. Ο ΑΓΙΟC ΠΑΝΤΕΛΕΗΜΩΝ. Ο ΑΓΙΟC ΤΡΥΦΩΝ 1848
- „Св. св. Константин и Елена“ на Атанасиос Василикос Адаминос, 31,5 Χ 40 Χ 2. Ο ΑΓΙΟC ΚΩΝΣΤΑΝΤΙΝΟς. Η ΑΓΙΑ ΕΛΕΝΗ 1857: χειρ αθανασίου Βα#
- „Успение Богородично“, 34 Χ 45 Χ 2,5. Η ΚΟΙΜΗCΙC ΤΗC ΘΕΟ/ΤΟΚΟΥ. ΙC ΧC 1888. Α[υγούστ]. 30
- „Света Анастасия Узорешителница“, 18 Χ 24 Χ 3. Η ΑΓΙΑ ΑΝΑΣΤΑ/ΣΙΑ. 1870 / Μα# 22